# フアン・カルロス1世 (揚陸艦)
フアン・カルロス1世（スペイン語: SPS Juan Carlos I; L-61、フアン・カルロス・プリメロ）は、スペイン海軍の強襲揚陸艦。スペインのために建造された軍艦としては史上最大である。
艦名は、スペイン国王フアン・カルロス1世にちなむ。またファン・カルロス1世、レイ・ファン・カルロス1世（「レイ」はスペイン語で「王」の意）と表記されることもある。

## 来歴
本艦は、スペインがはじめて開発した強襲揚陸艦（LHD）である。マルチハザード化およびグローバル化に伴う任務の多様化に対処するため、揚陸艦任務や軽空母任務のほか、水陸両用作戦を排した戦力投射、また戦争以外の軍事作戦（人道援助など）まで考慮した多用途性を備えている。
本艦の開発計画は「戦略投射艦」（Buque de Proyección Estratégica, BPE）として開始された。直接の目的は、2隻のエルナン・コルテス級揚陸艦の更新であったことから、主眼は揚陸作戦に置かれている。が、「プリンシペ・デ・アストゥリアス」退役後は唯一の空母任務が可能な艦としても期待されていることから、かなり強力な航空運用能力も備えており、多任務に運用される。正式な設計契約は2003年2月5日に締結された。計画は2003年9月5日に内閣の承認を受け、2004年3月に発注された。建造はナバンティア・フェロル造船所において行なわれ、起工は2005年5月、2008年3月10日に進水した。
なお準同型艦として、オーストラリア海軍のキャンベラ級強襲揚陸艦があり2014年に就役している。また、トルコ海軍も準同型艦の導入を検討し、2015年5月にセデフ造船と契約を結び、「アナドル」として2016年4月30日にイスタンブールにて起工、2023年4月10日に就役した。

## 設計

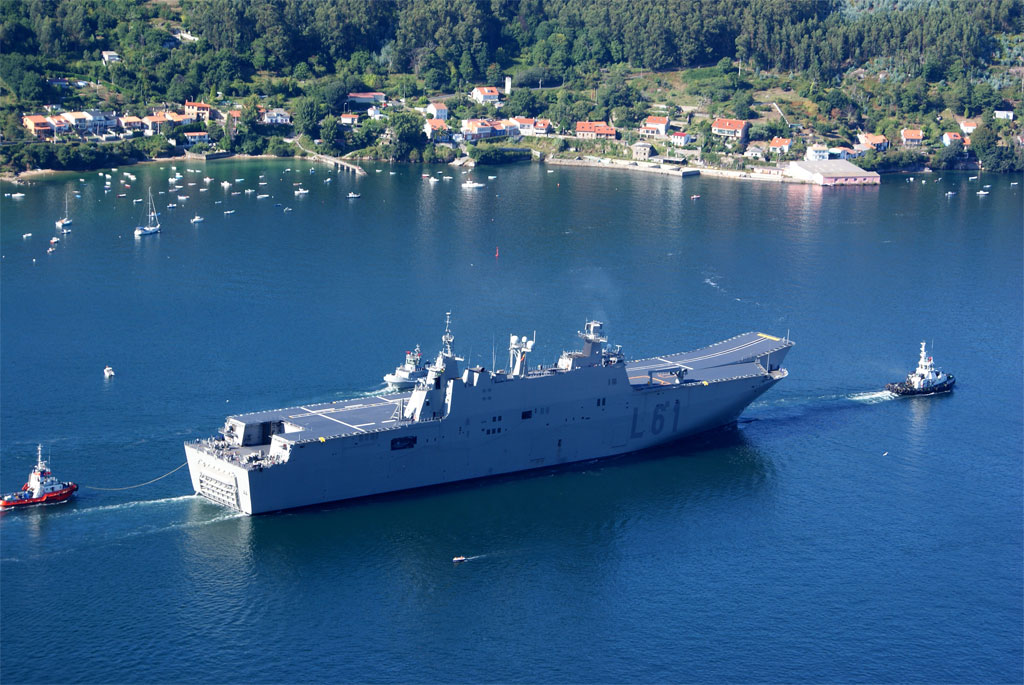
艦尾側から。エレベータやウェルドックのハッチが設置されているのが見える。

本艦は、全通飛行甲板を有する長船首楼船型を採用している。満載排水量は、揚陸艦任務の際には27,079トンであるが、軽空母任務においては搭載物が軽くなるため24,660トンとなる。主船体の甲板は7層、アイランドは6層で構成されている
。
主機関としては、電気推進方式によるアジマススラスター推進を採用して、船体設計の自由度が向上している。その発電機としてはゼネラル・エレクトリック LM2500ガスタービンエンジン（出力19,750 kW）1基と、MAN 16V32/40 V型16気筒ディーゼルエンジン（出力7,860 kW）2基が搭載されており、CODAGE方式と称される。アジマススラスターとしては、ジーメンス・ショッテル社製のポッド（出力13,275馬力）が2基搭載されている。ポッド式であることから舵を持たないが、細かい操艦のために、船首にサイドスラスター（出力1,500 kW）を有する。

## 能力

### 航空運用機能

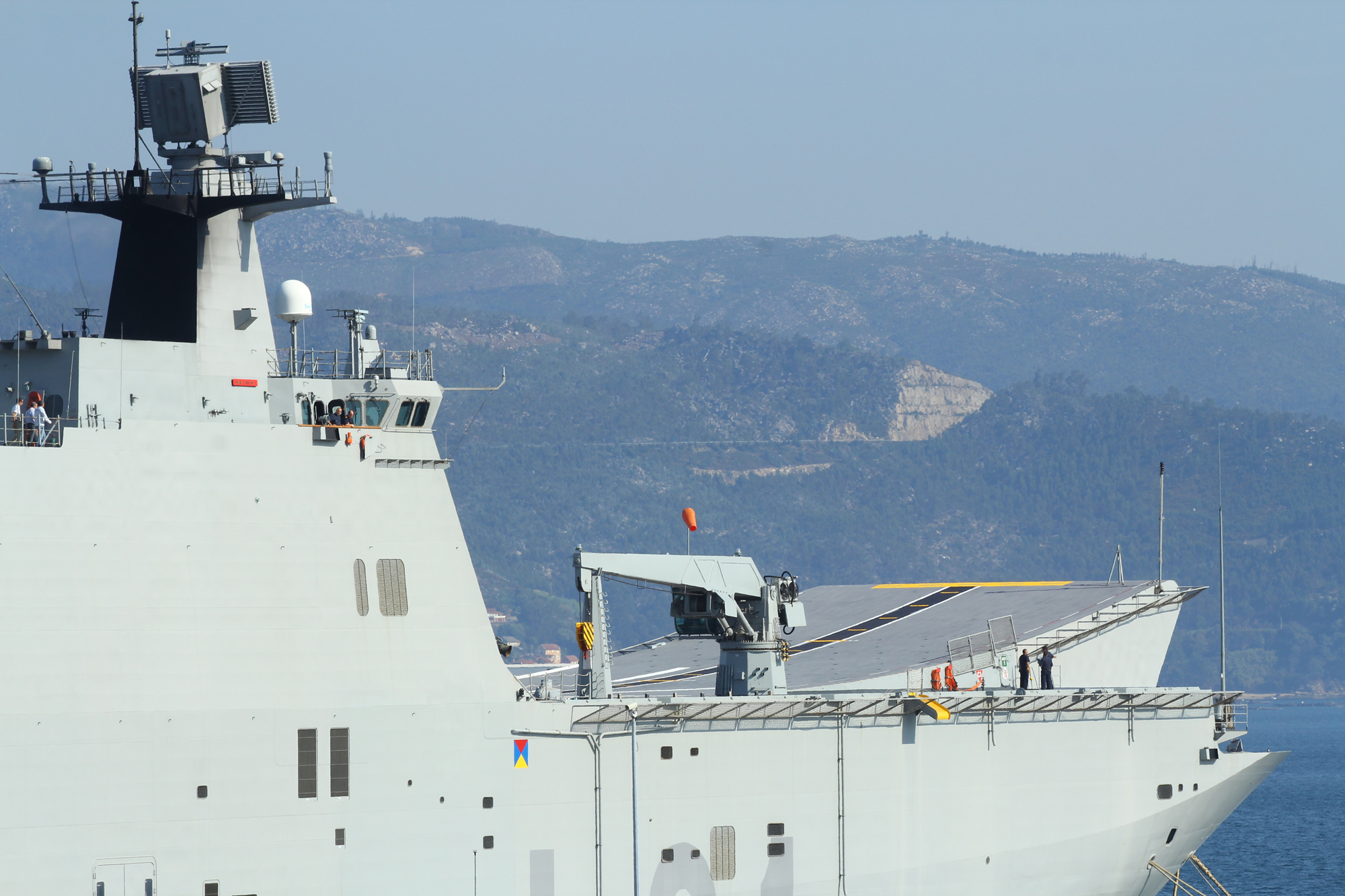

本艦は02甲板を飛行甲板としており、その前部左舷には傾斜角12度のスキージャンプを有する。飛行甲板には6個のヘリコプター発着スポットが設けられているが、これは中型のNH90を前提としたものであり、大型のCH-47を運用する場合には4個に制限される。逆に小型のAB212であれば8機が同時に離着艦できる。
飛行甲板全長は202.3メートルにおよび、「プリンシペ・デ・アストゥリアス」よりも27メートル長い。本艦のほうが「アストゥリアス」より速度が遅いが、この長い飛行甲板により、固定翼機の運用が可能になるものと見られている。また、航空機の安定運用のために格納式のフィンスタビライザーを有する。エレベーターの配置は「アストゥリアス」と同様で、艦橋構造物前方の右舷寄りと艦尾の2基が設置される。エレベーターの耐荷重は27トンとかなり大きい。2025年1月に、エアバス社製のSIRTAP無人航空機の運用能力を確認するための契約が行われている。
ギャラリーデッキは設置されておらず、飛行甲板直下に格納庫が設けられている。ハンガーは第1甲板を底面として2甲板分の高さを確保しており、長さ138.5×幅22.5メートルで、CH-47×12機とEAV-8B×10機を収容することができる。これに飛行甲板上に露天係止する機体を含めると、合計で30機を搭載できるとされている。また、ハンガーは必要に応じて軽車両の格納庫に転用されることになっており、左舷中央に車両甲板と連絡する固定ランプとリフトが設置されている。

### 輸送揚陸機能
ハンガー直下の主船体内には、第4甲板を底面としてやはり2甲板分の高さを確保して、車両甲板が設けられている。車両甲板は1,400平方メートルの面積を有しており、レオパルト2主力戦車×46輌などの重装備を収容できる。右舷側前方に2か所のサイドランプが設けられているほか、後方はウェルドックと連続している。
ウェルドックは長さ69.3m×幅16.8mを確保し、LCM-1E型上陸用舟艇（満載排水量108トン、全長23.3メートル、速力14ノット、戦車1両搭載可能）×4隻とスーパーキャット型複合艇（RIB）×4〜6隻を同時に収容できる。LCAC-1級エア・クッション型揚陸艇の運用も可能であるが、ウェルドックの前半部中央に隔壁が設置されているため、1隻しか収容することができない。また、揚陸を想定しない純粋な輸送艦任務で使用される場合には、ウェルドックも車両格納庫として転用されるほか、これらのスペースはコンテナの搭載も考慮して設計されている。
なお本艦は、揚陸作戦支援のため充実した医療機能を備えており、トリアージ室1室、初療室1室、集中治療室1室、手術室2室、またX線撮影や血液生化学検査にも対応できる。病床数は22床である。

## 比較表
|              |            | アメリカ級 フライト1  | 076型                     | 075型                     | トリエステ                        | フアン・カルロス1世                            | ミストラル級                      |
| ------------ | ---------- | --------------------- | ------------------------- | ------------------------- | --------------------------------- | ---------------------------------------------- | --------------------------------- |
| 船体         | 満載排水量 | 45,000 t              | 41,000 t                  | 36,000 - 40,000 t         | 38,000 t                          | 27,082 t                                       | 21,500 t                          |
| 船体         | 全長       | 257.3 m               | 252 m                     | 232 m                     | 245 m                             | 230.82 m                                       | 210 m                             |
| 船体         | 全幅       | 32.3 m                | 43 m                      | 36 m                      | 36 m                              | 32 m                                           | 32 m                              |
| 機関         | 方式       | CODLOG                | IFEP                      | CODAD                     | CODOG＋電気推進                   | CODAGE                                         | ディーゼル・エレクトリック        |
| 機関         | 出力       | 70,000 hp             | 不明                      | 65,000 hp                 | 102,000 hp                        | 29,500 hp                                      | 19,040 shp                        |
| 機関         | 速力       | 22 kt                 | 不明                      | 22 kt                     | 25 kt                             | 19.5 kt                                        | 18.8 kt                           |
| 兵装         | 砲熕       | ファランクスCIWS×2基  | H/PJ-11 CIWS×2-3基        | H/PJ-11 CIWS×2-3基        | 76mm単装砲×3基                    | 20mm機関銃×4基                                 | 30mm単装機関砲×2基                |
| 兵装         | 砲熕       | 12.7mm連装機銃×7基    | H/PJ-11 CIWS×2-3基        | H/PJ-11 CIWS×2-3基        | 25mm単装機関砲×3基                | 12.7mm機関銃×2基                               | 12.7mm機関銃×4基                  |
| 兵装         | ミサイル   | ESSM 8連装発射機×2基  | HHQ-10 18連装発射機×2-3基 | HHQ-10 18連装発射機×2-3基 | VLS×16セル （アスターまたはCAMM） | －                                             | SIMBAD 2連装発射機×2基            |
| 兵装         | ミサイル   | RAM 21連装発射機×2基  | HHQ-10 18連装発射機×2-3基 | HHQ-10 18連装発射機×2-3基 | VLS×16セル （アスターまたはCAMM） | －                                             | SIMBAD 2連装発射機×2基            |
| 航空運用機能 | 飛行甲板   | 全通（STOVL対応）     | 全通                      | 全通                      | スキージャンプ勾配つき全通        | スキージャンプ勾配つき全通                     | 全通                              |
| 航空運用機能 | 搭載機数   | F-35B×6機             | 不明                      | ヘリコプター×30機         | F-35B×4-8機                       | AV-8B×10機 ※将来はF-35Bも考慮                  | ヘリコプター×16機                 |
| 航空運用機能 | 搭載機数   | ヘリコプター×20機以上 | 不明                      | ヘリコプター×30機         | ヘリコプター×6-9機                | ヘリコプター×12機                              | ヘリコプター×16機                 |
| 輸送揚陸機能 | 舟艇       | LCAC-1級×2隻          | LCAC×2-3隻                | LCAC×2-3隻                | 70 t LCU×4隻 またはLCAC-1級×1隻   | LCM-1E型×4隻と複合艇×4〜6隻 またはLCAC-1級×1隻 | LCM×8艇 LCU×2艇またはLCAC-1級×2隻 |
| 輸送揚陸機能 | 上陸部隊   | 約1,900名             | 1,000名以上               | 約1,600名                 | 1,043名                           | 902名                                          | 短期:900名、長期:400名            |
| 同型艦数     | 同型艦数   | 9隻予定               | 不明                      | 3隻（5隻計画中）          | 1隻                               | 1隻（準同型3隻）                               | 3隻（準同型2隻）                  |